# Orthoperus rogeri
Orthoperus rogeri là một loài bọ cánh cứng trong họ Corylophidae. Loài này được Kraatz miêu tả khoa học đầu tiên năm 1874.